# Martin Oestreich
Martin Oestreich (* 19. Oktober 1971 in Pforzheim) ist ein deutscher Chemiker und Universitätsprofessor an der TU Berlin.

## Leben
Oestreich studierte Chemie an der Universität Düsseldorf (1991–1993) und an der Universität Marburg (1993–1996). Seine Diplomarbeit (1996) zum stereoselektiven Bor-Zink-Austausch wurde von Paul Knochel betreut. Danach promovierte Oestreich mit einer Dissertation (1999) zur stereoselektiven Carbolithiierung bei Dieter Hoppe an der Universität Münster. Nach einem Postdoktorat bei Larry E. Overman an der University of California, Irvine (1999–2001) habilitierte sich Oestreich im Umfeld von Reinhard Brückner an der Universität Freiburg (2001–2005). 2006 wurde er als Professor für organische Chemie an die Universität Münster berufen, bevor er 2011 mit einer Einstein-Professur der Einstein Stiftung Berlin als Professor für Organische Chemie / Synthese und Katalyse an die TU Berlin wechselte. Oestreich verbrachte Gastaufenthalte an der Cardiff University, ANU und Kyoto University. Seine Forschung konzentriert sich auf grundlegende synthetische und mechanistische Aspekte der silicium- und bororganischen Chemie.

## Auszeichnungen (Auswahl)
- 2001 Emmy-Noether-Nachwuchsgruppe der Deutschen Forschungsgemeinschaft[1]
- 2004 ADUC-Jahrespreis für Habilitanden[2]
- 2005 Karl-Winnacker-Stipendium der Aventis Foundation
- 2006 ORCHEM-Preis für Nachwuchswissenschaftler der Liebig-Vereinigung für Organische Chemie der Gesellschaft Deutscher Chemiker e.V.
- 2011 Einstein-Professur, Einstein Stiftung Berlin[3]
- 2021 WACKER-Siliconpreis der Wacker Chemie AG[4]

## Veröffentlichungen (Auswahl)
Oestreich ist Autor zahlreicher Review-Artikel (Auswahl):
- M. Oestreich, E. Hartmann, M. Mewald: Activation of the Si-B Interelement Bond: Mechanism, Catalysis, and Synthesis In: Chemical Reviews 113, 2013, S. 402–441, doi:10.1021/cr3003517.
- M. Oestreich, J. Hermeke, J. Mohr: A unified survey of Si-H and H-H bond activation catalysed by electron-deficient boranes. In: Chemical Society Reviews 44, 2015, S. 2202–2220, doi:10.1039/C4CS00451E.
- M. Oestreich: Transfer Hydrosilylation In: Angewandte Chemie International Edition 55, 2016, S. 494–499, doi:10.1002/anie.201508879.
- S. Bähr, M. Oestreich: Electrophilic Aromatic Substitution with Silicon Electrophiles: Catalytic Friedel-Crafts C-H Silylation. In: Angewandte Chemie International Edition 56, 2017, S. 52–59, doi:10.1002/anie.201608470.
- L. Omann, C. D. F. Königs, H. F. T. Klare, M. Oestreich, Cooperative Catalysis at Metal–Sulfur Bonds. In: Accounts of Chemical Research 50, 2017, S. 1258‒1269, doi:10.1021/acs.accounts.7b00089.
- S. C. Richter, M. Oestreich: Emerging Strategies for C–H Silylation. In: Trends in Chemistry 2, 2020, S. 13–27, doi:10.1016/j.trechm.2019.07.003.
- J. C. L. Walker, H. F. T. Klare, M. Oestreich: Cationic silicon Lewis acids in catalysis. In: Nature Reviews Chemistry 4, 2020, S. 54–62, doi:10.1038/s41570-019-0146-7.
- J.-J. Feng, W. Mao, L. Zhang, M. Oestreich: Activation of the Si–B interelement bond related to catalysis. In: Chemical Society Reviews 50, 2021, S. 2010–2073, doi:10.1039/d0cs00965b.
- H. F. T. Klare, L. Albers, L. Süsse, S. Keess, T. Müller, M. Oestreich, Silylium Ions: From Elusive Reactive Intermediates to Potent Catalysts, Chemical Reviews 121, 2021, S. 5889–5985, doi:10.1021/acs.chemrev.0c00855.

Originalarbeiten (Auswahl):
- T. T. Metsänen, P. Hrobárik, H. F. T. Klare, M. Kaupp, M. Oestreich: Insight into the Mechanism of Carbonyl Hydrosilylation Catalyzed by Brookhart's Cationic Iridium(III) Pincer Complex In: Journal of the American Chemical Society. 136, 2014, S. 6912‒6915, doi:10.1021/ja503254f.
- T. Fallon, M. Oestreich: A Constellation of Deuterium-Labeled Silanes as a Simple Mechanistic Probe not Requiring Absolute Configuration Determination In: Angewandte Chemie International Edition 54, 2015, S. 12488–12591, doi:10.1002/anie.201500750.
- A. Simonneau, M. Oestreich: Formal SiH4 chemistry using stable and easy-to-handle surrogates In: Nature Chemistry 7, 2015, S. 816–822, doi:10.1038/nchem.2329.
- X. Dong, A. Weickgenannt, M. Oestreich: Broad-spectrum kinetic resolution of alcohols enabled by Cu–H-catalysed dehydrogenative coupling with hydrosilanes In: Nature Communications 8, 2017, 15547, doi:10.1038/ncomms15547.
- Q. Wu, E. Irran, R. Müller, M. Kaupp, H. F. T. Klare, M. Oestreich: Characterization of hydrogen-substituted silylium ions in the condensed phase In: Science 365, 2019, 168, doi:10.1126/science.aax9184.
- J. Seliger, M. Oestreich: Dynamic Kinetic Resolution of Alcohols by Enantioselective Silylation Enabled by Two Orthogonal Transition-Metal Catalysts In: Angewandte Chemie International Edition 60, 2021, S. 247–251, doi:10.1002/anie.202010484.
- T. He, H. F. T. Klare, M. Oestreich: Arenium-ion-catalysed halodealkylation of fully alkylated silanes In: Nature 623, 2023, S. 538–543, doi:10.1038/s41586-023-06646-9.

Oestreich ist Herausgeber und Autor mehrerer Bücher:
- mit R. Brückner, S. Braukmüller, H.-D. Beckhaus, J. Dirksen, D. Goeppel, M. Oestreich: Praktikum Präparative Organische Chemie. Organisch-Chemisches Fortgeschrittenenpraktikum. Spektrum, Heidelberg 2008, ISBN 978-3-8274-1505-9.
- mit R. Brückner, S. Braukmüller, H.-D. Beckhaus, J. Dirksen, D. Goeppel, M. Oestreich: Praktikum Präparative Organische Chemie. Organisch-Chemisches Grundpraktikum. Spektrum, Heidelberg 2008, ISBN 978-3-8274-1981-1.
- The Mizoroki-Heck Reaction. Wiley, Chichester 2009, ISBN 978-0-470-03394-4.
- mit A. de Meijere, S. Bräse: Metal-Catalyzed Cross-Coupling Reactions and More. Wiley-VCH, Weinheim 2014, ISBN 978-3-527-33154-3.
- mit T. Hiyama: Organosilicon Chemistry: Novel Approaches and Reactions. Wiley-VCH, Weinheim 2019, ISBN 978-3-527-34453-6.